# Louis Théodore Gouvy
Pour les articles homonymes, voir Gouvy.
Œuvres principales
7 cantates, Requiem, 8 symphonies, musique de chambre, 2 opéras

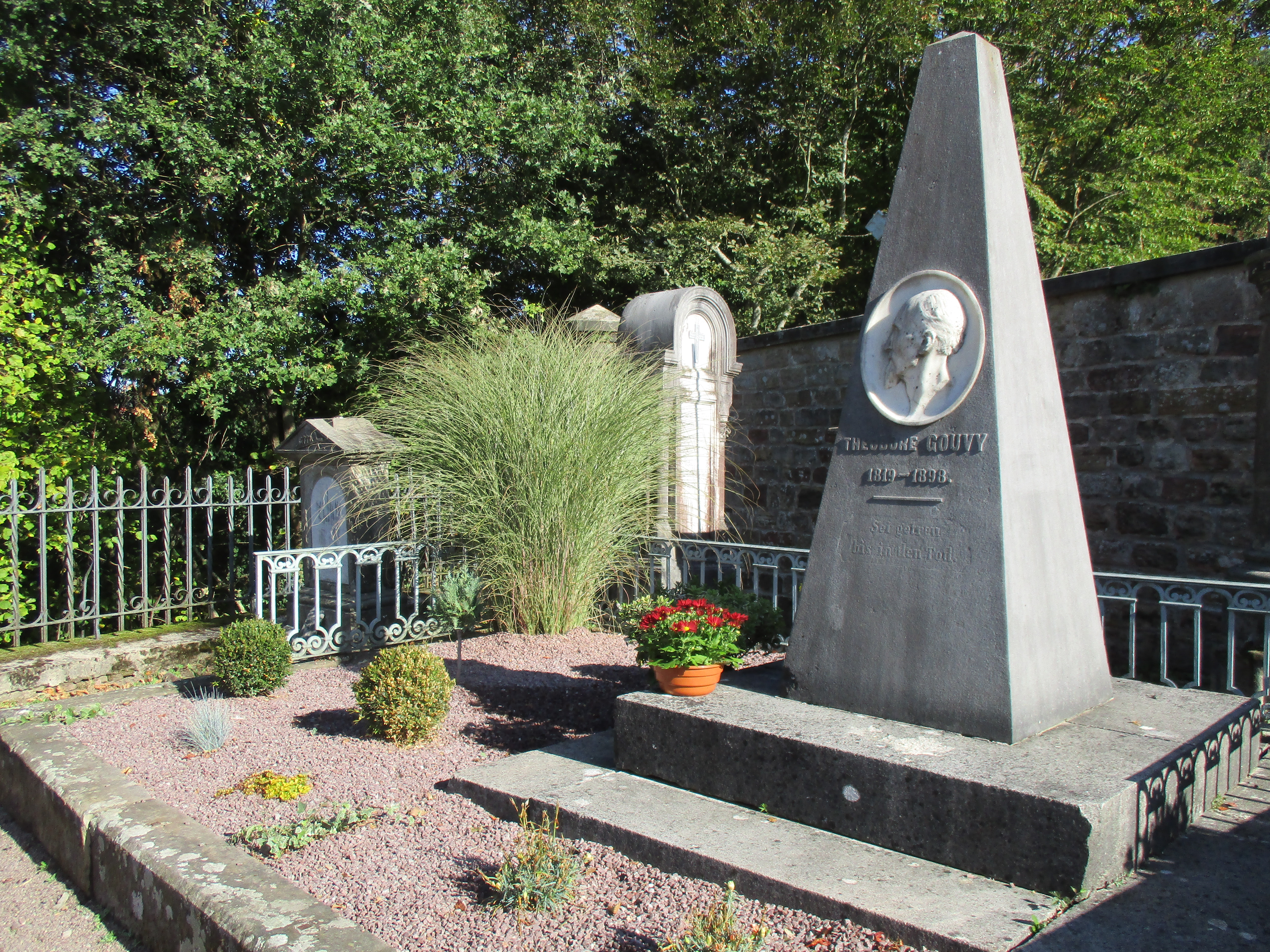
Tombe de Théodore Gouvy à Hombourg-Haut

Louis Théodore Gouvy est un compositeur français, né à Goffontaine (un quartier de Sarrebruck en Allemagne) le 3 juillet 1819 et mort à Leipzig le 21 avril 1898. Il est enterré à Hombourg-Haut en Lorraine.

## Biographie
Né dans une famille francophone en Sarre peu après qu'elle est devenue prussienne en 1815 à la suite de la bataille de Waterloo et du traité de Paris, Gouvy est prussien de naissance alors que deux de ses frères aînés (nés à Goffontaine, antérieurement encore en France) sont français. Il est scolarisé au collège de Sarreguemines, puis au lycée de Metz.
Il étudie le droit puis la musique à Paris. Le Conservatoire de Paris lui demeurant fermé en raison de sa nationalité prussienne, il suit des cours privés avec Antoine Elwart et Pierre-Joseph Zimmerman. Il se perfectionne également au contact des musiciens de Francfort, Leipzig et Berlin, où il rencontre entre autres Franz Liszt. Il séjourne ensuite à Rome où il fréquente un cercle de musiciens parmi lesquels Karl Anton Eckert (en), Eduard Franck et Niels Gade. Il n'accède à la citoyenneté française par naturalisation qu'à 32 ans. 

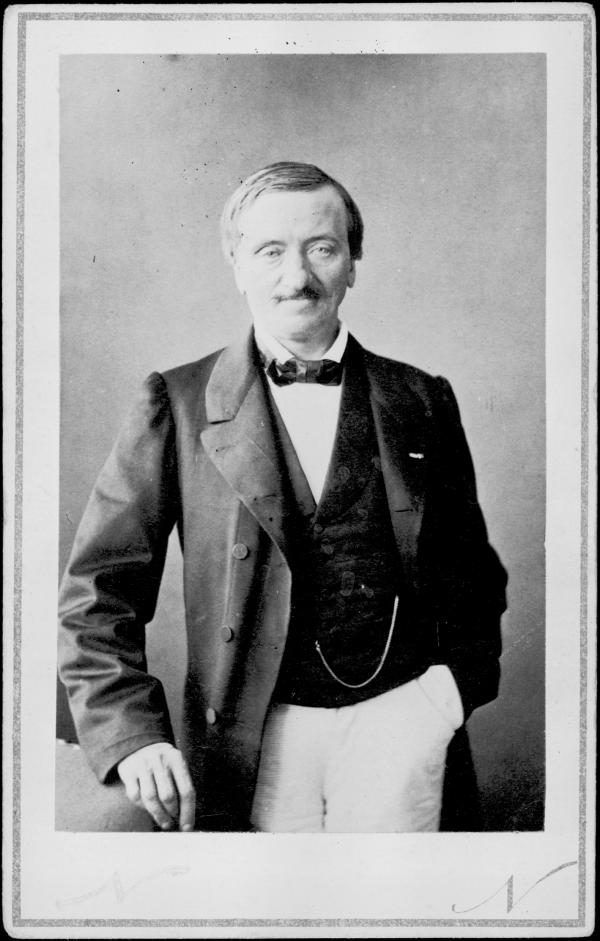
Antoine Elwart (1808-1877)
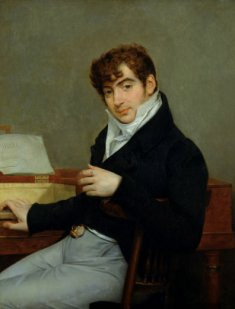
Karl Pierre-Joseph Zimmerman (1785-1853)
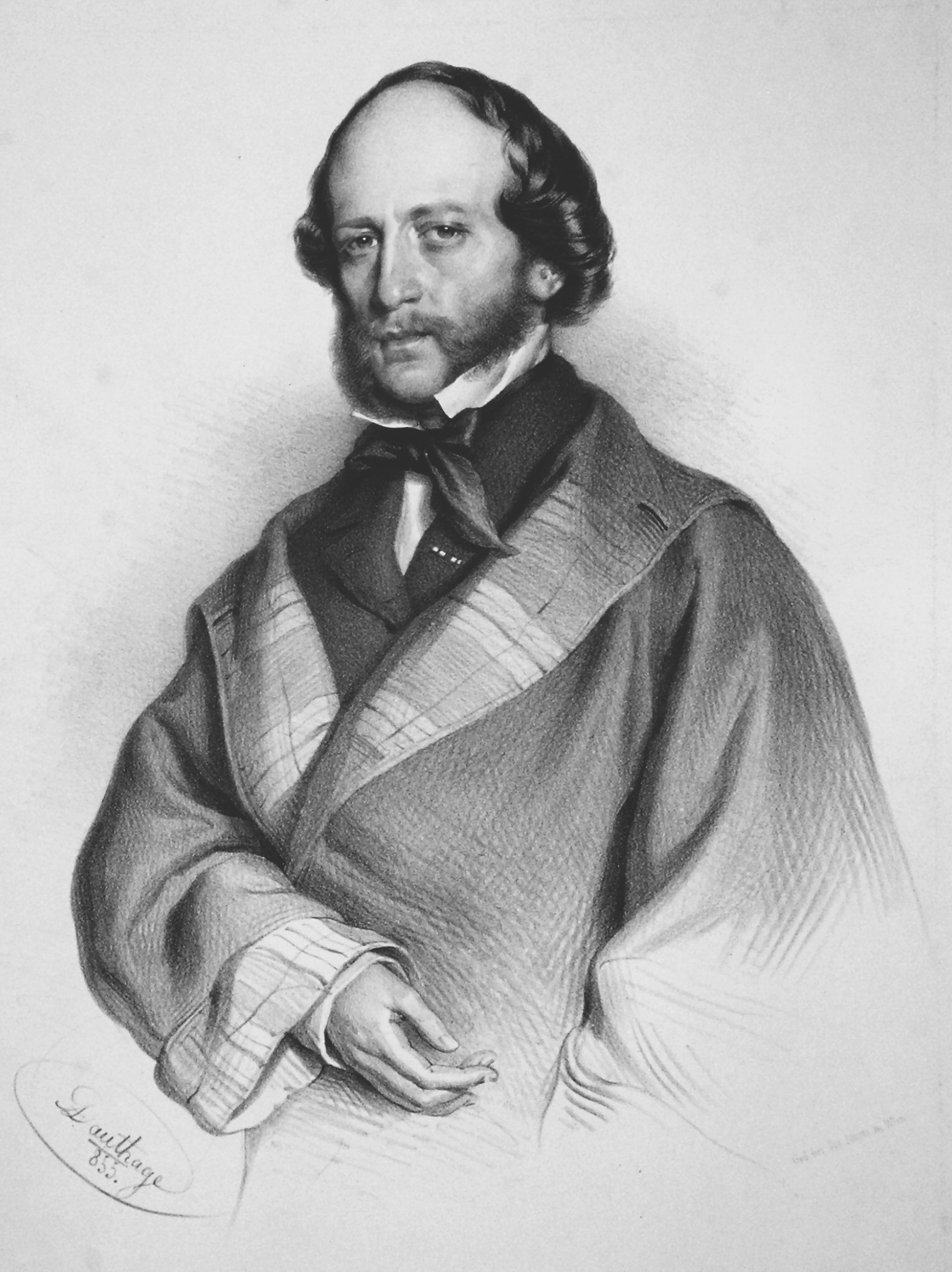
Karl Anton Eckert (1820-1879)
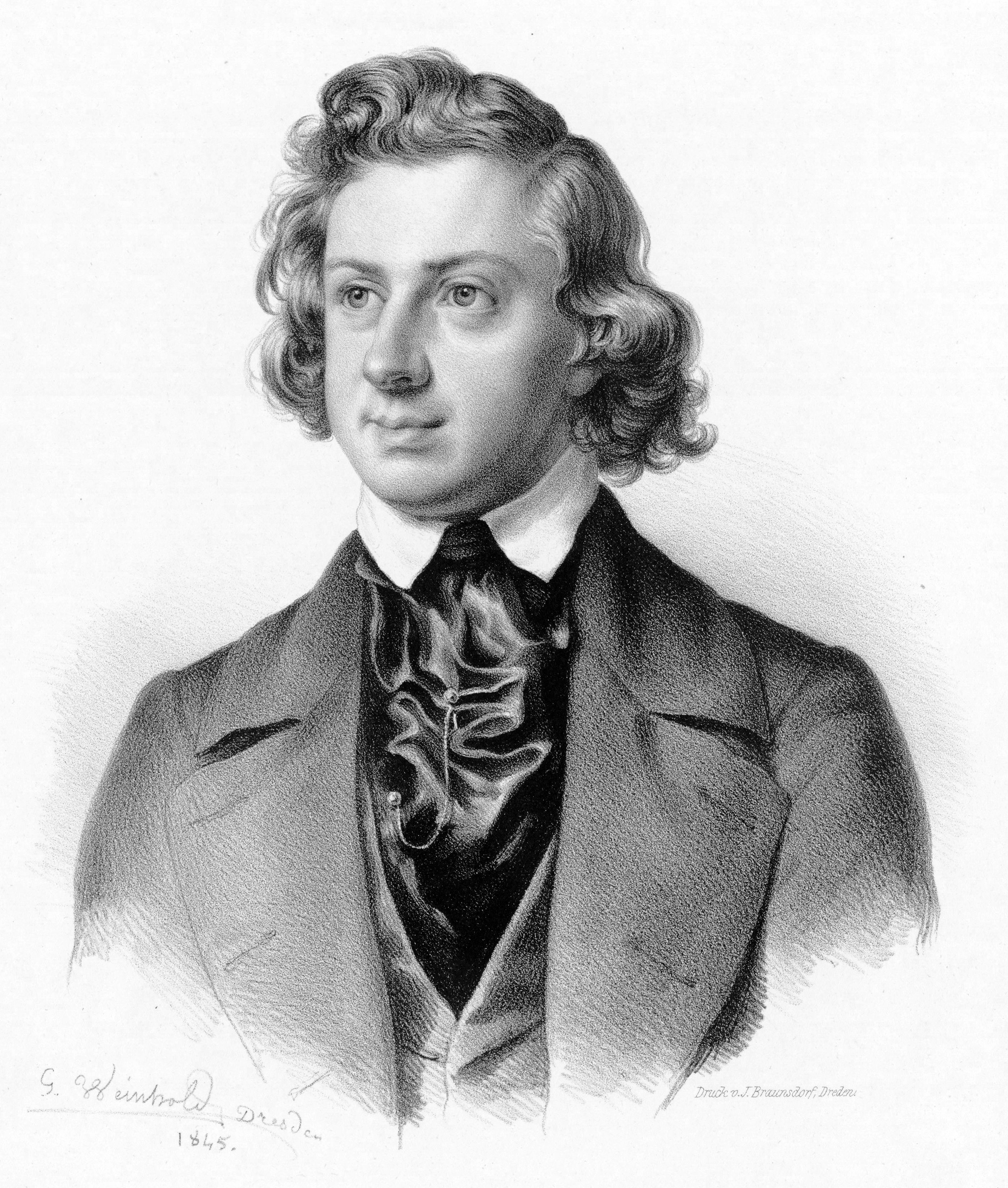
Niels Gade (1817-1890)

Gouvy vit et compose longtemps à Hombourg-Haut en Moselle, chez son frère maître des forges. Il est un homme de double culture, française et allemande, d'où il tire son inspiration et sa particularité. Bien qu'il y soit connu et reconnu de son vivant, il tombe au XXe siècle dans l'oubli.
Hector Berlioz écrit dans le Journal des Débats du 13 avril 1851 : « Qu'un musicien de l'importance de M. Gouvy soit encore si peu connu à Paris, et que tant de moucherons importunent le public de leur obstiné bourdonnement, c'est de quoi confondre et indigner les esprits naïfs qui croient encore à la raison et à la justice de nos mœurs musicales. »
Mais Berlioz n'y change rien et Gouvy reste largement ignoré jusqu'à la fin du XXe siècle. C'est toute l'action entreprise dans sa région, la Lorraine, et la redécouverte de son Requiem, avec son vigoureux Dies iræ, qui le fait sortir à nouveau de l'ombre en 1994.
Gouvy obtient le prix Chartier de l'Institut (1875), devient correspondant de l'Académie des beaux-arts en France (1894) puis membre de l'Académie royale de Berlin (1895). Il est également membre fondateur de la Société nationale de musique. Bien que résident en Allemagne après le Traité de Francfort par lequel l'Alsace-Lorraine est annexée à l'Empire allemand, Théodore Gouvy est nommé chevalier de la Légion d'honneur en 1876.

## Œuvres
L'œuvre de Gouvy demeure largement méconnue bien qu'elle comporte plus de 300 compositions, dont 90 opus publiés de son vivant. Il a notamment écrit 25 compositions pour grand orchestre dont neuf symphonies, des ouvertures et des variations. La musique de chambre occupe également une place importante dans sa production musicale avec notamment quatre sonates en duo, cinq trios avec piano, onze quatuors, sept quintettes, un énorme répertoire pour piano – à deux et quatre mains et pour deux pianos – , plusieurs partitions pour ensembles à vent, ainsi que de très nombreuses mélodies et des Lieder. On connaît aussi cinq grandes cantates dramatiques – Aslega, Œdipe à Colone, Iphigénie en Tauride, Électre et Polyxène –, deux opéras – Le Cid et Mateo Falcone – ainsi que des grandes œuvres religieuses, dont un Requiem, un Stabat Mater, une Messe brève et la cantate Golgotha.
Les œuvres sans numéro d'opus sont inédites.

### Musique pour orchestre

#### Symphonies
- Symphonie no 1 en mi  majeur, op. 9 (1844-45)[11]
- Symphonie no 2 en fa majeur, op. 12 (1848-49)[12]
- Symphonie no 3 en do majeur, op. 20 (1852) ; création à Paris, salle Herz, le 10 janvier 1853[13]
- Symphonie no 4 en ré mineur, op. 25 (1855 ; révision du finale juin 1866 ; éd. Richault) ; création à Paris en janvier 1856[14]
- Symphonie no 5 en si  majeur, op. 30 (1857, première version ; deuxième version en 1868) ; création de la première version à Leipzig par l'Orchestre du Gewandhaus en 1865[15], de la deuxième version à Cologne en 1868[15]
- Symphonie no 6 en sol mineur, op. 87 (1882 ; seconde version 1892) ; création le 23 février 1893 par l'orchestre du Gewandhaus de Leipzig, dir. Reinecke[16]
- Symphonie brève en sol mineur (variations et rondo pour orchestre), op. 58 ; création par Édouard Colonne à Paris le 23 mars 1873
- Sinfonietta pour grand orchestre en ré majeur, op. 80 (1885, composition) ; création à Leipzig par l'Orchestre du Gewandhaus le 11 février 1886[17]
- Sinfonietta n°2 en sol mineur

#### Ouvertures
- Ouverture de concert en la majeur, op. 13 (1843)
- Ouverture de concert en mi mineur, op. 14 (1844)
- Ouverture de concert en la mineur
- Ouverture de concert en fa majeur (1847)
- Jeanne d'Arc, 1reouverture de concert (1851)
- Le Festival, 2e ouverture de concert (1852)
- Hymne et marche dans la forme d'une ouverture, op. 35 (1861)
- Le Giaour, ouverture, op. 14 (1878)

#### Divers
- Petite variations sur un thème original
- Musique d'orchestre inédite (1865)
- Pastorale pour violon solo et orchestre (1875)
- Fantaisie symphonique en sol mineur, op. 69 (1879)
- Variations pour orchestre sur un thème Scandinave (1881)
- Variations de Schubert arrangées pour orchestre (1881)
- Divertissement en fa mineur (1891)
- Paraphrases symphoniques pour grand orchestre, op. 89 (1896)

### Musique de chambre

#### Instruments à vent
- Petite suite gauloise pour neuf instruments à vents, op. 90 (1888)
- Ottetto n°1 pour instruments à vent, op. 71 (1879)
- Ottetto n°2 en sol mineur pour instruments à vent (1886)
- Sérénade en sol majeur pour otteto
- Septuor pour instruments à vent dédié à Paul Taffanel (1888)
- Sérénade en quintette pour vents (1875)

#### Piano et vents
- Sonate pour piano et clarinette (ou violon) en sol majeur, op. 67 (1875)
- Introduction et polonaise pour flûte et piano

#### Piano et cordes
- Trio n°1 pour piano, violon et violoncelle, op. 8 (1844)
- Trio n°2 pour piano, violon et violoncelle, op. 18 (1847)
- Trio n°3 pour piano, violon et violoncelle, op. 19 (1855)
- Trio n°4 pour piano, violon et violoncelle, op. 22 (1860)
- Trio n°5 pour piano, violon et violoncelle, op. 33 (1860)
- Cinq duettos pour piano et violon, op. 34 (1865)

1. Allegro moderato
2. Moderato assai
3. Alla breve
4. Allegro non troppo
5. Andantino semplice (Souvenirs du temps passé)

- Six duettos pour piano et violon, op. 50 (1869)

1. Prélude
2. Sérénade
3. Capriccio
4. Romance
5. Impromptu
6. Rondo-scherzando

- Sonate pour piano et violon en sol mineur, op. 61 (1873)
- Sonate pour piano et violon en sol majeur
- Sérénade vénitienne en mi mineur pour piano et alto (1875)
- Décaméron, dix pièces pour piano et violoncelle, op. 28 (1860)

1. Prélude
2. Pastorale
3. Hongroise
4. Nocturne
5. Capriccio
6. Barcarolle
7. Romance
8. Ballade
9. Allegro Marziale
10. Villanelle

- Sérénade pour piano, violon, alto et violoncelle, op. 31 (1857)
- Scherzo pour piano, violon, alto et violoncelle
- Quintette pour piano et quatuor à cordes, op. 24 (1861)

#### Vents et cordes
- Sérénade en sextuor n°1 pour flûte et cordes, op. 82 (1888)
- Sérénade en sextuor n°2 pour flûte et cordes, op. 84 (1890)
- Sextuor pour flûte et cordes (1891)
- Nonetto pour octuor à vent et contrebasse (1883)

#### Orgue et cordes
- Marche funèbre pour orgue et quintette à cordes ou orchestre à cordes

#### Cordes
- Quatuor à cordes en mi mineur (1848)
- Quatuor à cordes en ré majeur (1848)
- Quatuor à cordes en la mineur (1848)
- Quatuor à cordes en si b majeur (1855)
- Quatuor à cordes n°1 en si b majeur, op. 16 (1857)
- Quatuor à cordes n°2, op. 16 (1857)
- Quatuor à cordes n°3, op. 56 (1872)
- Quatuor à cordes n°4, op. 56 (1873)
- Quatuor à cordes n°5, op. 68 (1874)
- Quatuor à cordes en sol mineur (1886)
- Quatuor à cordes en sol majeur (reconstitution Pierre Thilloy) (1888)

- Sérénade pour quintette ou orchestre à cordes, op. 11 (1852)
- Quatre pièces pour orchestre à cordes
- Danses suédoise pour orchestre à cordes

- Quintette à cordes n°1 en mi mineur (1869)
- Quintette à cordes n°2 en sol majeur, op. 55 (1869)
- Quintette à cordes n°3 en ré majeur
- Quintette à cordes n°4 en si mineur (1871)
- Quintette à cordes n°5 en mi b majeur (1872)
- Impromptu pour violoncelle avec accompagnement de quatuor (1878)

### Musique pour piano

#### Piano solo
- Deux études, op. 1 (1842)
  - Étude n°1, en do mineur
  - Étude n°2, en la majeur

- Vingt sérénades
  - Sérénade n°1, en fa majeur, op. 3
  - Sérénade n°2, en la b majeur, op. 4
  - Sérénade n°3, en si mineur, op. 5
  - Sérénade n°4, en mi majeur, op. 6
  - Sérénade n°5, en sib majeur, op. 7 (1860)
  - Sérénade n°6, en la majeur, op. 10 (1860)
  - Sérénade n°7, en sol majeur, op. 27 (1859)
  - Sérénade n°8, en la majeur, op. 27 (1859)
  - Sérénade n°9, en si b majeur, op. 27 (1859)
  - Sérénade n°10, en mi b majeur, op. 38
  - Sérénade n°11, en la b majeur, op. 38
  - Sérénade n°12, en ré b majeur, op. 38
  - Sérénade n°13, en sol majeur, op. 39 (1865)
  - Sérénade n°14, en ré b majeur, op. 39 (1865)
  - Sérénade n°15,en do majeur, op. 39 (1865)
  - Sérénade n°16, en do majeur, op. 53 (1872)
  - Sérénade n°17, en la mineur, op. 53 (1872)
  - Sérénade n°18, op. 53 (1872)
  - Sérénade n°19, en la majeur, op. 64 (1878)
  - Sérénade n°20, en la b majeur, op. 64 (1878)
- Sonate n°1, en sol majeur, op. 17 (1844)
- Sonate n°2, en la majeur, op. 29 (1861)
- Six études, op. 79 (1886)

1. Prélude, en do majeur
2. Étude, en la mineur
3. Impromptu, en la majeur
4. Capriccio, en ré # majeur
5. Romance, en sol # majeur
6. Divertimento, en si majeur

- Un bouquet à Pippo, valse pour piano
- Petite chasse pour le pian dédiée à Mlle Preusser
- Plusieurs petites pièces

#### Piano quatre mains
- Sonate n°1, en ré mineur, op. 36 (1861)
- Sonate n°2, en do mineur, op. 49 (1865)
- Sonate n°3, en fa majeur, op. 51 (1869)
- Valse de fantaisie, op. 54 (1870)
- Variations sur un thème original, op. 52 (1871)
- Variations sur un thème français, op. 57 (1872)
- Six pièces, op. 59 (1873)

1. Prélude
2. Caprice
3. Marche
4. Danse mauresque
5. Thème varié
6. Polonaise

- Scherzo et Aubade, op. 77 (1883)
- Trastullo, sept pièces, op. 81 (1890)

1. Menuet
2. Humoresque
3. Farandole
4. Romance
5. Scherzetto
6. Inter pocula
7. Ballet

- Ghribizzi, douze pièces, op. 83 (1892)

1. Prélude
2. Siciliano
3. Barcarolle
4. Burlesca
5. Impromptu
6. Fanfare
7. Bagatelle
8. Chanson portugaise
9. Intermezzo
10. Tambourin
11. Elégie
12. Alla polacca

- Intermezzo
- Tempo di Minuetto
- Mezza Voce
- Rondo
- Rondo
- Tema con Variazioni

#### Deux pianos
- Scherzo en si b majeur, op. 60 (1875)
- Marche, op. 63 (1875)
- Sonate en ré mineur, op. 66 (1875)
- Lilli Bulléro, variations sur un air anglais, op. 62 (1877)
- Fantaisie en sol mineur, op. 69 (1879)
- Divertissement en ut mineur, op. 78 (1879)

### Musique pour orgue
- Trois pièces pour orgue

### Musique vocale

#### Voix solo et piano
- Gondoliera, op. 2 (1842)
- Six Lieder d'après Moritz Hartmann traduits par Adolphe Larmande, pour baryton, op. 21 (1858)

1. À l'absente (An die Entfernte)
2. Consolation (Trost)
3. Le matin au bord de la mer (Morgen am Meere)
4. Dans les bois (Im Walde)
5. Feuilles qui murmurez (Blätter Lispeln)
6. Amour brisé [Warnung)

- Douze poésies allemandes de Moritz Hartmann traduites par Adolphe Larmande, pour ténor, op. 26 (1858)

1. Tu demandes pourquoi (Du fragst warum)
2. Mon cœur barque légère (Du leichter Kahn)
3. Adieu (Leb' Wohl)
4. Mon âme est près de toi (Geh' Hin !)
5. La chanson de printemps (Frühlingslied)
6. Le château dans la forêt (Das Schloss im Walde)
7. Dans un songe enchanté (Und kommst du nicht am Tage)
8. Illusions perdues (Abendgang)
9. Beaux yeux aimés (Ein Blick)
10. À ta gloire et bonheur ! (Ich strebe nach Ruhm)
11. Comme la fleur discrète (Wie die Blume sich verschliesset)
12. La nuit après l'orage (Nacht nach dem Sturme)

- Six odes de Ronsard, pour ténor, op. 37 (1866)

1. Chère Vesper, lumière dorée
2. Du grand Turc je n'ai souci
3. Dieu vous gard' messagers fidèles
4. Lorsque Bacchus entre chez moi
5. À Cassandre
6. Fais rafraîchir le vin

- Neuf poésies de Ronsard, op. 41 (1866)

1. Aubade
2. Prends cette rose aimable comme toi
3. Amour, amour, que ma maîtresse est belle
4. Voici le bois que ma sainte angelette
5. Je compare à ta jeune beauté
6. Amour me tue et pourtant ne veuc dire
7. Que dites-vous, que faites-vous, mignonne ?
8. Quand je pense à ce jour où je la vis si belle
9. À Coryon

- Six poésies de Ronsard, pour ténor ou soprano, op. 42 (1866)

1. Je meurs hélas !
2. Le rossignol
3. Je ne saurais aimer autre que vous
4. Le bouquet
5. À Hélène
6. Chanson

- Quatre odes de Ronsard, pour baryton, op. 43 (1866)

1. Versons ces roses en ce vin
2. À Nicolas
3. Pour boire dessus l'herbe tendre
4. Adieu à la jeunesse

- Huit poésies de Ronsard, pour ténor ou baryton, op. 44 (1866)

1. À Marguerite
2. Rossignol, mon mignon
3. À Marie
4. L'attrait de tes beaux yeux
5. Vous méprisez nature
6. Faire rafraîchir le vin
7. Regrets
8. Le poète à son livre

- Dix-huit poésies de Desportes, pour ténor ou soprano, op. 45 (1867)

1. Ô songe heureux
2. Je te l'avais bien dit
3. Vous ne voulez pas
4. Prière au sommeil
5. Si vous m'aimez
6. Heureux anneau
7. À Diane
8. Mon bel et doux tourment
9. Si la pitié trouve en vous
10. Le calme de mes jours
11. Rosette
12. Cherchez mes tristes yeux
13. Des beaux yeux de ma Diane
14. Lettres, le seul repos
15. À qui m'avez-vous donné ?
16. Je sens fleurir les plaisirs
17. On verra défaillir tous les astres aux cieux
18. La vie est une fleur

- Sept poésies de Ronsard, pour baryton, op. 47 (1866)

1. Page, suis-moi
2. Que vous ai-je fait ?
3. Chanson, voici le jour
4. Bonjour
5. Adieu
6. Le doux sommeil
7. Verse sans fin

- La pléiade, douze poésies du XVIe siècle, op. 48 (1866)

1. À Olive (du Bellay)
2. Nymphes, mêlez vos plus vermeilles roses (du Bellay)
3. Doux rossignol, c'est toi ! (Jamyn)
4. Eh ! Quoi, tu fuis l'amour ! (Jodelle)
5. Père du doux repos (de Tyard)
6. Fuirais-je ainsi toujours ? (de Baïf)
7. Corydon ! Marche devant ! (Ronsard)
8. Hélas ! Combine de jours ! (de la Boétie)
9. Le ruisseau (Saint-Amant)
10. La belle matineuse (Maleville)
11. Tel qu'un rocher (Saint-Amant)
12. Avril (Belleau)

- À une fontaine, poésie de Desportes
- Hymne de l'enfant à son réveil (Lamartine)
- Le Lac
- Aria aus Befreiung der Niederlande von Spanien
- Frühlingslied von Myrza Schaffy
- Sérénade, poésie de Maurice Bouchor

#### Deux voix et piano
- Trois élégies pour deux soprani et piano, op. 46 (1866)

- Trois duos pour deux soprani et piano, op. 74 (1883)
- Trois mélodies dominicales

#### Voix et orchestre
- Dernier Hymne d'Ossian, pour baryton-basse et orchestre, op. 15 (1850)
- La Religieuse, poème de Millevoye, pour contralto et orchestre (1875)

#### À Capella
- Douze choeurs pour quatre voix d'hommes à capella, op. 23 (1860)
- Sérénade à quatre voix d'hommes (1847)
- Chœurs pour voix d'hommes (1849)
- 8 Vierstimmige Lieder für Männerchor
- Douze choeurs à quatre voix, op. 32 (1866)
- Trois cantiques pour chœur à cappella (1874)

#### Musique religieuse
- La gloire du Seigneur, psaume pour orchestre et chœur (1874)
- Requiem, pour quatre voix, chœur et orchestre, op. 70 (1874)
- Stabat mater, pour trois voix, chœur et orchestre, op. 65 (1875)
- Le Calvaire, cantate pour voix, chœur et orchestre (1877)
- Messe brève, pour quatre voix, chœur et orchestre, op. 72 (1883)

#### Œuvres profanes
- Ode au printemps (Frühlings Erwachen), cantate pour soprano, chœur d'hommes et orchestre, op. 73 (1878)
- Asléga, drame lyrique pour trois voix, chœur et orchestre (1877)
- Oedipus à Colonne, pour quatre voix, chœur et orchestre, op. 75 (1880)
- Iphigénie en Tauride, pour quatre voix, chœur et orchestre, op. 76 (1883)
- Egille, pour ténor, baryton, choeurs d'hommes et orchestre, op. 86 (1886)
- Electre, pour quatre voix, chœur et orchestre, op. 85 (1888)
- Polyxéne, pour trois voix, chœur et orchestre, op. 88 (1894)

#### Opéras
- Le Cid, d'après la pièce de Corneille (1862), écrit à la demande de l'Opéra de Dresde mais non représenté en raison de la mort du ténor, tenant titre du rôle (1865). L'œuvre est représentée pour la première fois à Sarrebruck le 5 juin 2011.
- Matteo Falcone, opéra inédit en un acte (1896)

### Discographie
Parmi les enregistrements actuellement disponibles en CD, l’on peut citer :
- Le Requiem par la Philharmonie de Lorraine, sous la direction de Jacques Houtmann.
- L'oratorio et cantate dramatique Iphigénie en Tauride, direction Joachim Fontaine.
- Électre (op. 85) par l’orchestre symphonique et lyrique de Nancy, direction Pierre Cao.
- Quintette, op. 24 et 5e quatuor à cordes, op. 68 par le quatuor Denis Clavier.
- Quatuors à cordes n°5 et n°6 par le Quatuor Élysée.
- Intégrale de l'œuvre symphonique (coffret CPO Disques) par la Deutsche Radio Philharmonie Saarbrucken Kaiserslautern sous la direction de Jacques Mercier, qui comprend : Symphonies no 1, op. 9 et no 2, op. 12 (enregistrement octobre 2008 - CPO 777 379-2) / Symphonies no 3, op. 20 et no 5, op. 30 (enregistrement février 2007 - CPO 777 381-2) / Symphonie no 4 op. 25, Symphonie brève op. 58, Fantaisie symphonique (enregistrement octobre 2010 (CPO 777 382-2) / Symphonie no 6, op. 87, Sinfonietta, op. 80 (enregistrement mars 2007 - CPO 777 380-2).
- Une sélection de mélodies: Songs to texts by Pierre de Ronsard and other Renaissance Poets, par MeeAe Nam (soprano), John Elwes (tenor), Joel Schoenhals (piano). Toccata Classics, London 2014.

De nombreux enregistrements sont également disponibles par les plateformes de musique en streaming.

### Vidéographie
- Théodore Gouvy, la mémoire retrouvée du romantisme français. Documentaire de 52 minutes réalisé par Alexis et Yannis Metzinger, 2014[18].